# Cruria xanthosoma
Cruria xanthosoma là một loài bướm đêm trong họ Noctuidae.